# Abu Hammu I. Musa
Abu Hammu I. Musa ibn Uthman (arabisch أبو حمو موسى بن عثمان, DMG Abū Ḥammū Mūsā b. ʿUṯmān; † 1318) war Sultan der Abdalwadiden in Algerien von 1308 bis 1318.
Abu Hammu I. Musa übernahm 1308 das Reich der Abdalwadiden in einer schweren Krise. Nach den seit 1283 andauernden Abwehrkämpfen gegen die Meriniden und deren achtjähriger Belagerung von Tlemcen (1299–1307), war das Reich in Algerien durch die schweren Verwüstungen erheblich geschwächt. Abu Hammu I. begann erneut mit der Unterwerfung der Stämme und der Befriedung des Landes. Auch wurden die Befestigungsanlagen des Reiches weiter verstärkt. Durch die Aufnahme von muslimischen Flüchtlingen aus Andalusien begann sich die andalusische Kultur in Algerien zu verbreiten. Abu Hammu I. Musa wurde 1318 von seinem Sohn Abu Taschfin I. gestürzt und ermordet.